# Defence Housing Authority, Karachi

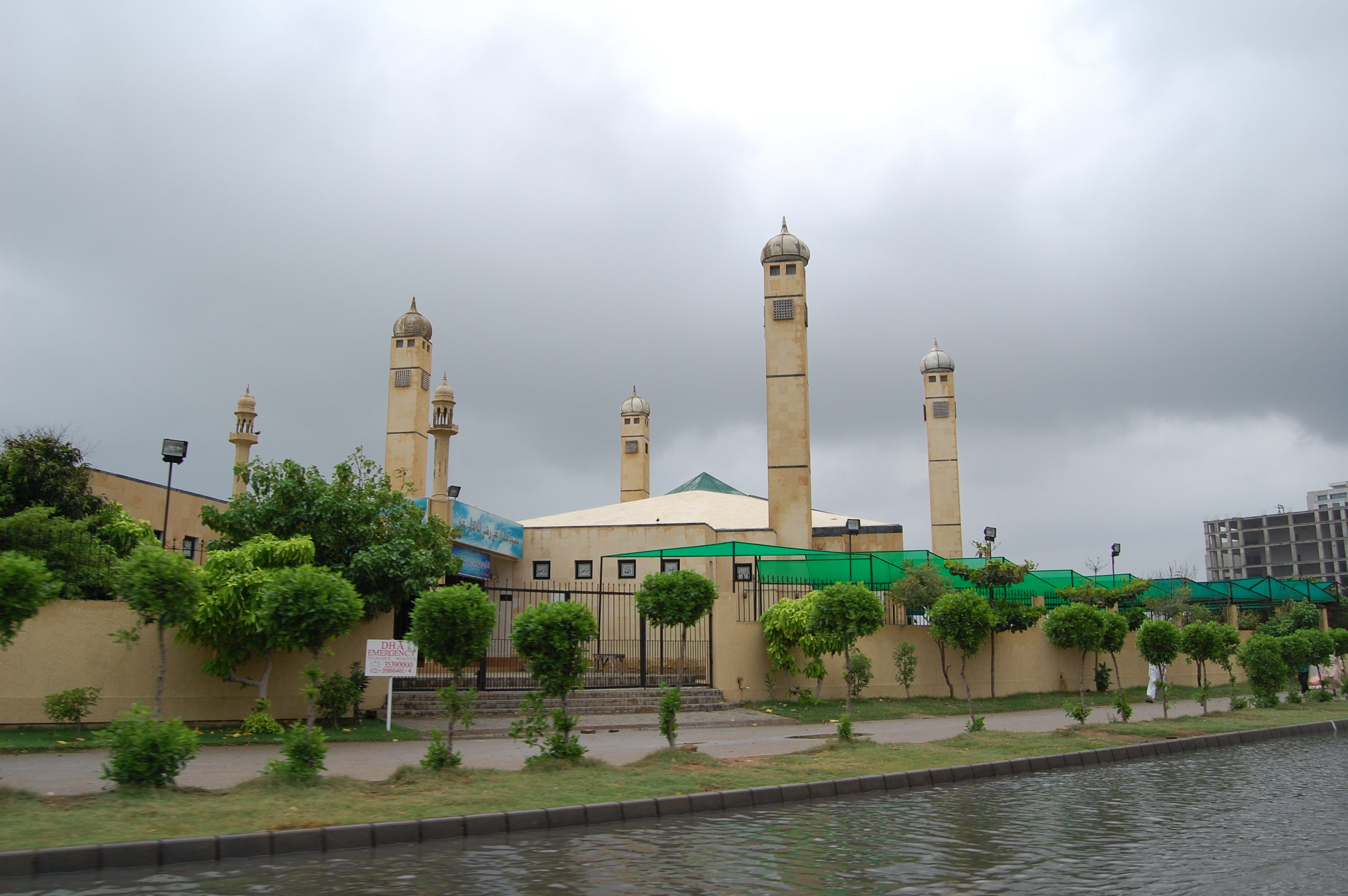
Eine Moschee in der Defence Housing Authority

Die Defence Housing Authority (DHA) Karatschi, auch Defence genannt, ist ein Ortsteil innerhalb von Clifton Cantonment. Damit zählt DHA nicht zum gleichnamigen benachbarten Ortsteil Clifton, im südlichen Stadtbezirk Saddar, innerhalb des südlichen Verwaltungsdistrikts von Karatschi.
Der Ortsteil Defence, ursprünglich Mitte der 1950er Jahre konzipiert als Wohngegend für pensioniertes Armeepersonal, wird heute mehrheitlich von Zivilisten bewohnt. Es gibt acht so genannte Phasen, die als Untergliederung von DHA dienen und den einzelnen Bauphasen entsprechen.
Obwohl der Ortsteil zu Karatschi gehört, untersteht Defence direkt dem Clifton Cantonment Board. Die Defence Housing Authority, ehemals Pakistan Defence Officers Cooperative Housing Society, dient lediglich als Verwaltungsbehörde.